# 白鳥省吾
白鳥 省吾（しらとり せいご、1890年2月27日 - 1973年8月27日）は、日本の詩人・文人。ヒット曲『星影のワルツ』で知られる、詩人で作詞家の白鳥園枝は二女。

## 人物
省吾が作る詩は、民衆の内面を描いた物であり、“民衆派詩人”と称されている。ウォルト・ホイットマンの作った詩の翻訳でも著名。
旧制宮城県立築館中学校4年生頃から詩を書くようになる。早稲田大学に入学後、「夜の遊歩」などの詩を収めた詩集『世界の一人』を若山牧水、太田水穂、前田夕暮の仲介で自費出版し、詩人として文壇にデビューを果たす。『世界の一人』は好評を博し、省吾は一躍名声を高める。
早稲田大学英文科卒業後は、『新少年』・『露西亜評論』・『女学生』など、戦前に発行された雑誌の編集者で、詩人の団体「詩話会」の発行する『日本詩集』や、「詩話会」の発行する『日本詩人』の編集委員も歴任する。また、『日本社会詩人詩集』を福田正夫、賀川豊彦、加藤一夫、百田宗治、富田砕花と共著、『泰西社会詩人詩集』を福田、百田、富田と共訳し、省吾と共に福田・百田・富田の4人が“民衆派詩人”と呼ばれる契機にもなった。
一方で、靖国神社の遊就館をうたった「殺戮の殿堂」（詩集『大地の愛』に1919年収録）は日本を代表する反戦詩として注目を集めた。
晩年は千葉県に居住を構え、亡くなるまで和洋女子大学の教授を勤めていた。音頭、社歌、小唄、民謡、歌謡を多数作詞した他、校歌の作詞でも知られ、その数は日本全国で100校を超える。詩集、評論集、随筆等著書も数多く、日本全国に建立された文学碑も30基を超える。

## 経歴
- 1890年2月27日 - 宮城県北部栗原郡築館町（現在:栗原市築館）で生まれる[1]。
- 1902年 - 地元の宮城県立築館中学校（現・宮城県築館高等学校）に入学（1907年卒業[1]）。
- 1909年 - 早稲田大学に入学（1913年、同大学文学科英文学科卒業[1]）。
- 1914年 - 第一詩集『世界の一人』を自費出版[1]。
- 1918年 - 『詩歌』に詩「殺戮の殿堂」を発表。
- 1919年 - 『日本詩集』の編集委員に就任（1925年まで）。
- 1920年 - 『日本詩人』の編集委員に就任[1]（1926年まで）。
- 1922年 - 北原白秋と詩論を戦わせ[1]、民謡論に発展していく。『日本社会詩人詩集』を共著し、『泰西社会詩人詩集』を共訳する。
- 1926年 - 大地社を創設し[1]、自らが主催・企画する詩誌『地上楽園』を出版[1]（1938年まで）。金素雲などの若手詩人の育成に努めている。
- 1928年 - 詩人協会を結成[1]。
- 1960年 - 西條八十の退任後、日本詩人連盟会長となる。
- 1961年 - 日本農民文学会会長に就任[1]。
- 1962年 - 日本歌謡芸術協会会長に就任[1]。日本民謡協会から文化章を受賞する[1]。
- 1963年 - 千葉県から文化功労者として認定される[1]。
- 1965年 - 築館町名誉町民および栗原郡名誉郡民となる[1]。日本詩人連盟会長となる[1]。
- 1968年 - 勲四等瑞宝章授与。
- 1973年8月27日 - 食道癌のため東京女子医科大学病院で逝去。戒名は詩星院松風暁悟居士[3]。即日、詩壇に尽くした功績により、昭和天皇より銀杯を下賜される[1]。

## 作品

### 校歌作詞
- 宮城県南三陸町立志津川小学校
- 宮城県大崎市立古川中学校（1949年制定）
- 宮城県仙台市立宮城野中学校（1950年制定）[4]
- 宮城県仙台市立第二中学校（1951年制定）[5]
- 宮城県仙台市立東華中学校（1951年制定）[6]
- 宮城県仙台市立若林小学校（1955年制定）
- 宮城県角田市立北角田中学校（1966年年制定）
- 宮城県角田市立北郷小学校
- 宮城県石巻市立湊小学校
- 宮城県石巻市立大原小学校
- 宮城県気仙沼市立鹿折中学校
- 宮城県女川町立女川第一中学校
- 宮城県加美町立西小野田小学校（作曲:森義八郎）
- 千葉県立長生高等学校（1948年制定）
- 千葉県茂原市立茂原中学校
- 千葉県流山市立南部中学校
- 東京都世田谷市立山崎小学校　（作曲:梁田貞）
- 千葉県君津市立君津中学校（1956年制定）[7]
- 千葉大学教育学部附属中学校
- 埼玉県川口市立安行小学校（1966年制定）（作曲:中田喜直）
- 宮城県栗原市立若柳中学校（1970年制定）（作曲:長津義司）[8]
- 私立成田高等学校（1952年制定）
- 宮城県美里町立不動堂中学校